# Annegret Brießmann
Annegret Brießmann (28 de julio de 1972) es una jugadora de baloncesto en silla de ruedas de 1.0 puntos, que juega para los Frankfurt Mainhatten Skywheelers [Alemania]. También ha jugado con la selección alemana que ganó una medalla de oro en los Juegos Paralímpicos de Londres 2012. El presidente Joachim Gauck concedió al equipo el más alto honor deportivo de Alemania, el Silbernes Lorbeerblatt (Hoja de Laurel de Plata).

## Biografía
Annegret Brießmann nació en Ober-Beerbach, Alemania el 28 de julio de 1972. Ahora vive en Einhausen (Hesse). En su adolescencia jugó al fútbol en el SKG Ober-Beerbach Fußball, y participó en eventos de atletismo de pista y campo con el TSV Eschollbrücken. También jugó al baloncesto con el equipo local, BSC Einhausen, durante muchos años.
Un accidente de esquí en Austria en 2005 le resultó con una vértebra rota, lo que dejó a Brießmann parapléjica. Volvió al atletismo de pista y campo, ganando el campeonato nacional alemán de lanzamiento de bala con un tiro de 16,70 metros. En atletismo tenía una clasificación de deporte de discapacidad de T55. En la clasificación mundial del Comité Paralímpico Internacional (IPC), su lanzamiento de peso de 6,10 metros la colocó en el quinto lugar del mundo; sus 16,7 metros en lanzamiento de disco la colocaron en el octavo lugar; y en la de lanzamiento de jabalina con 12,31 metros se clasificó en undécimo lugar. Einhausen la nombró su Deportista del Año en 2009. Sin embargo, los eventos de clasificación T55 fueron eliminados del programa de atletismo para los Juegos Paralímpicos de Londres 2012.
Brießmann se introdujo en el deporte del baloncesto en silla de ruedas mientras estaba en rehabilitación. Fue clasificada como jugadora de 1.0 puntos, el nivel más alto de discapacidad. Jugó en Darmstadt y Aschaffenburg, y luego se unió a los Mainhatten Skywheelers en Frankfurt en 2010. Jugando para el equipo de Hessen, ganó los campeonatos femeninos en 2009, 2011 y 2012. Empezó a entrenar con la selección nacional, y en julio de 2012 el entrenador nacional Holger Glinicki la nominó para el equipo nacional de los Juegos Paralímpicos de Londres 2012.
En el partido por la Medalla de Oro en Londres, el equipo se enfrentó al equipo nacional femenino de baloncesto en silla de ruedas de Australia, que los había derrotado 48-46 en Sídney unos meses antes, ante una multitud llena de más de 12.000 personas en el North Greenwich Arena. El equipo alemán había estado invicto hasta ese momento, pero había comenzado lentamente en sus partidos contra los Estados Unidos y China, ganando estos partidos por un margen de seis puntos, y parecía jugar su mejor baloncesto únicamente en los minutos finales de un partido. Derrotaron a los australianos por 44-58 frente a una multitud de más de 12.000 personas en el North Greenwich Arena para ganar la medalla de oro, la primera que Alemania había ganado en el baloncesto femenino en silla de ruedas en 28 años. Fue la primera medalla de oro que Alemania ganó en el baloncesto femenino en silla de ruedas en los Juegos Paralímpicos desde 1984. Fueron premiados con la Hoja de Laurel de Plata por el presidente Joachim Gauck en noviembre de 2012, y fueron nombrados Equipo del Año para 2012.
El equipo alemán perdió el Campeonato Europeo contra los Países Bajos ante una multitud de 2.300 personas en Frankfurt en julio de 2013 por un punto, 56-57. Ganó la plata en el Campeonato Mundial de Baloncesto Femenino en Silla de Ruedas de 2014 en Toronto, Ontario, Canadá, y venció a los Países Bajos en el Campeonato Europeo de 2015, para reclamar su décimo título europeo. En los Juegos Paralímpicos de Río de Janeiro 2016, ganó la plata después de perder la final contra los Estados Unidos.

## Logros
- 2012: Oro en los Juegos Paralímpicos (Londres, Inglaterra)[7]
- 2013: Plata en los Campeonatos Europeos (Frankfurt, Alemania)[12]
- 2014: Plata en los Campeonatos Mundiales (Toronto, Canadá)[16]
- 2015: Oro en los Campeonatos Europeos (Worcester, Inglaterra)[14]
- 2016: Plata en los Juegos Paralímpicos (Río de Janeiro, Brasil)[15][17]

## Premios
- 2012: Equipo del Año.[10]
- 2012: Silver Laurel Leaf.[11]